# Asura temperata
Asura temperata là một loài bướm đêm thuộc phân họ Arctiinae, họ Erebidae.